# Berberis empetrifolia
Berberis empetrifolia är en berberisväxtart som beskrevs av Jean-Baptiste de Lamarck. Berberis empetrifolia ingår i släktet berberisar, och familjen berberisväxter. Inga underarter finns listade i Catalogue of Life.

## Bildgalleri

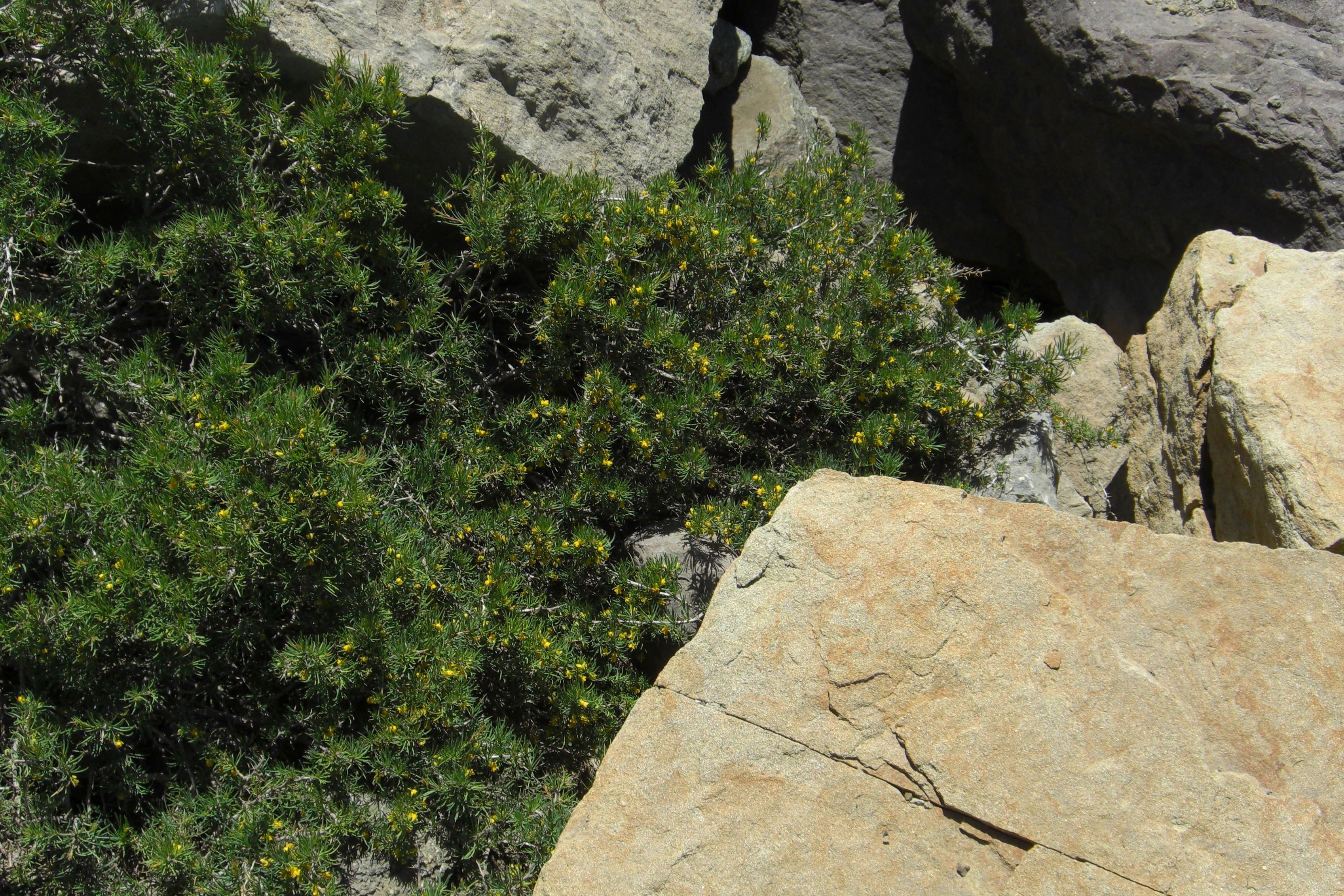
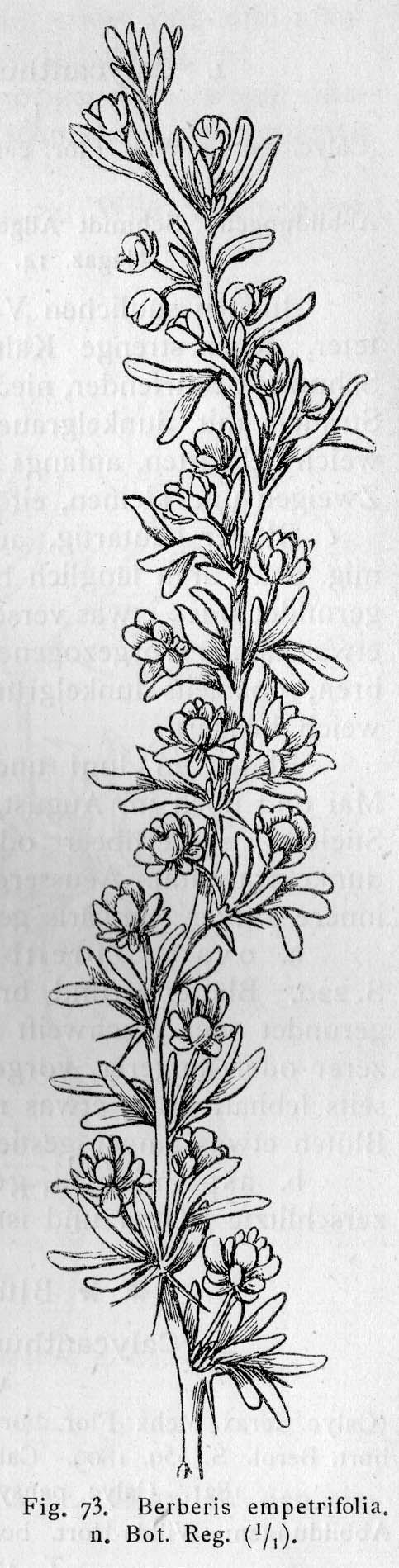
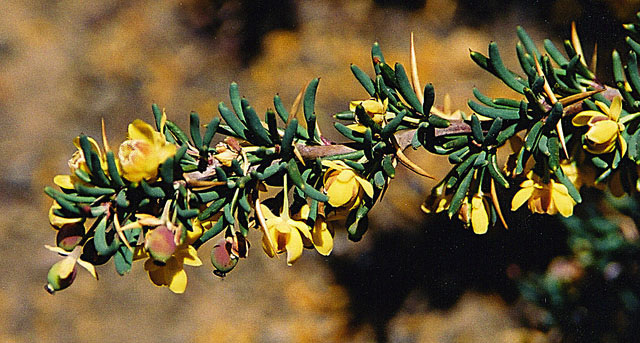
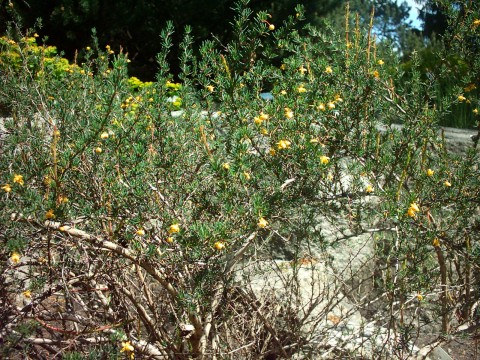
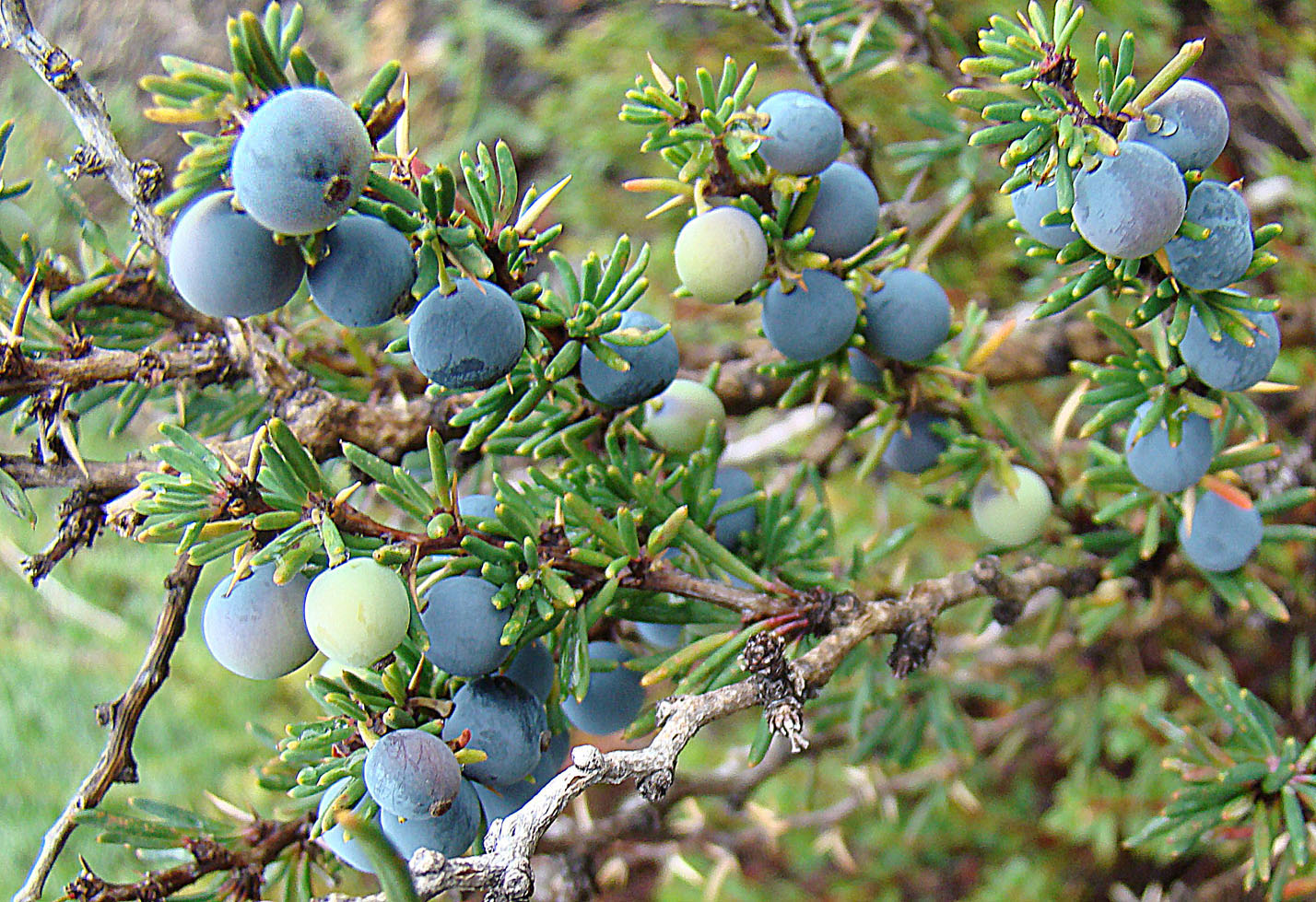
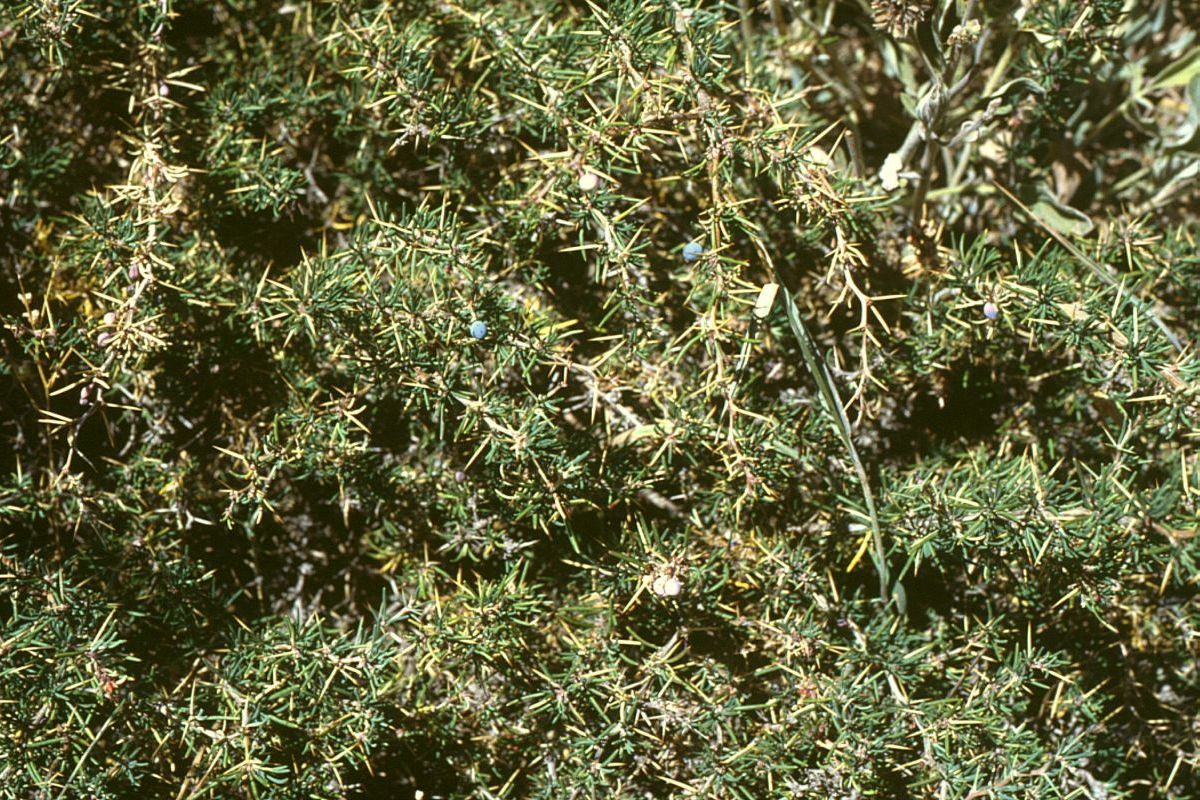